# 为公众利益
为公众利益（拉丁語：pro bono publico，英語：、常常缩写为；公益服務）是拉丁语短语，指的是志愿提供专业服务，不收取任何报酬。和传统意义上的志愿服务不同，它通常指的是为无力负担巨额专业服务（尤其是法律辩护、志願法律服務）的人提供无偿服务。

## 外部連接
- American Bar Association's Center for Pro Bono （页面存档备份，存于） Resources for pro bono delivery and state-by-state listing of pro bono programs
- Pro Bono Québec （页面存档备份，存于）